# Behaarde gele reukmier
De behaarde gele reukmier (Lasius rabaudi) is een mierensoort uit de onderfamilie van de schubmieren (Formicinae). De wetenschappelijke naam van de soort is voor het eerst geldig gepubliceerd in 1917 door Bondroit.